# Alexia González-Barros
Alexia González-Barros González (Madrid, 7 de marzo de 1971 - Pamplona, 5 de diciembre de 1985) fue una niña española que ha sido proclamada venerable por la Iglesia católica.

## Biografía
Nació en Madrid el 7 de marzo de 1971 y fue la menor de siete hermanos. Desde los 4 años de edad hasta el comienzo de su enfermedad cursó sus estudios en el colegio "Jesús Maestro" de la Compañía de Santa Teresa de Jesús. Con 13 años, el 4 de febrero de 1985, se le diagnosticó un tumor maligno que en poco tiempo la dejó paralítica. Sufrió cuatro largas operaciones y prolongado tratamiento médico durante los siguientes 10 meses. En las distintas biografías publicadas sobre su vida, como la de María Victoria Molins o Miguel Ángel Monge, se refleja cómo Alexia aceptó su enfermedad y decidió ofrecer su sufrimiento y sus limitaciones físicas por la Iglesia, por el Papa y por los demás; destacando su fortaleza, paz y alegría, que fueron constantes a lo largo de su enfermedad.[cita requerida]
Murió a los 14 años a causa de un proceso tumoral en la columna vertebral conocido como sarcoma de Ewing.
Está enterrada en la iglesia diocesana de San Martín de Tours de Madrid.

## Causa de beatificación
La causa de beatificación de Alexia fue introducida en Madrid el 14 de abril de 1993, siendo su fase diocesana clausurada el 1 de junio de 1994. La fase curial romana de la misma comenzó el 30 de junio de ese mismo año, y el Decreto de Validez fue otorgado por la Sagrada Congregación para las Causas de los Santos el 11 de noviembre de 1994.
El 8 de mayo de 2000 fue consignada, en la misma Sagrada Congregación, la Positio super virtutibus o Decreto sobre las Virtudes Heroicas. Y el 4 de julio de 2018, el Papa Francisco autorizó finalmente a esta congregación a promulgar el Decreto relativo a las virtudes heroicas de la Sierva de Dios Alexia González-Barros (1971-1985).
Desde la Asociación Causa Beatificación de Alexia se sigue con el proceso, y se recopilan en un boletín anual todos los testimonios que les lleguen sobre favores (milagros) concedidos a través de la mediación de la niña.

## Documental
En 2011 se estrenó un documental sobre su vida dirigido por Pedro Delgado.

## Película
La película Camino, de Javier Fesser, fue estrenada el 17 de octubre de 2008 en España y está inspirada en la vida de Alexia.
El director afirmó que todo lo que aparece en la película tiene base real y que intentó retratar a una familia del Opus Dei con una hija en trance de muerte, realizando una exhaustiva investigación «sobre otros casos de "olor de santidad" y sobre el modo de operar del Opus Dei», conduciéndose como un «espectador neutral». Sin embargo, la cinta ocasionó bastante polémica debido a la forma en que retrataba a sus personajes, como fanáticos aislados de la realidad. La familia de Alexia afirmó en un comunicado que «en ningún momento ha existido ni existe relación, colaboración o participación de ninguna clase con el director, guionista, productor o cualquier otra parte responsable de tal ficción».